# Roermond

Roermonds stadsvapen

Roermond är en kommun i provinsen Limburg i Nederländerna. Kommunens totala area är 46,87 km² (där 8,28 km² är vatten) och invånarantalet är på 54 448 invånare (2008).